# Гейзерик
Гейзерик или Гензерих (Geiseric, Gaiseric, Genseric; 389 – 25 януари 477) е крал на вандалите и аланите от 428 до 477 г. По време на продължителното му управление, Вандалското кралство се превръща в един от основните фактори в Средиземноморието, но след смъртта му бързо запада.

## Биография

### Ранни години
Гейзерик е незаконен син на вандалския крал Годигизел и се предполага, че е роден в Панония около 389. След смъртта на баща си той е най-влиятелният човек сред вандалите, след своя полубрат, новия крал Гундерик.
След смъртта на Гундерик през 428 Гейзерик е избран за крал. По това време, вандалите пребивават на Пиренейския полуостров, но са подложени на нападенията на вестготите от север. Малко след като става крал Гейзерик, който още преди това започва строителството на морски флот, решава да изостави Пиренейския полуостров и да пресели вандалите в Северна Африка.

### Африка
Възползвайки се от споровете между Бонифаций, римският управител на Северна Африка, и император Валентиниан III, през 429 Гейзерик прехвърля своите около 80 хиляди души в Африка. Там той удържа няколко победи срещу слабите и разпокъсани римски войски и бързо завладява територията на днешните Мароко и Северен Алжир. След 14-месечна обсада превзема Хипон Регий и император Валентиниан III е принуден да го признае за крал на завладените от него земи, формално подчинен на Рим.
По традиция вадалите са привърженици на арианството и Гейзерик изисква от своите високопоставени служители да следват този клон на християнството. В същото време, на православните християни е предоставена относителна религиозна свобода. Завладяването на Африка от вандалите довежда и до намаляване на данъците, голяма част от които преди това отива за издръжка на духовенството и на богатите фамилии в Рим.
През 439 Гейзерик напада внезапно Картаген, столицата на римска Африка, и превзема града без бой, като пленява и голяма част от римския флот, намиращ се в пристанището му. Той е присъединен към корабите на самите вандали, които скоро подчиняват Сицилия, Сардиния, Корсика и Балеарските острови. През 442 римляните трябва да признаят новите завоевания, както и независимостта на Вандалското кралство. Вандалите установяват контрол над Средиземно море, като през следващите три десетилетия предприемат множесто морски походи, разграбвайки крайбрежните селища.

### Хегемония в Западното Средиземноморие
През 455 римският император Валентиниан III е убит по заповед на Петроний Максим, който заема трона. Според Гейзерик това обезсилва мирния договор, сключен с Валентиниан през 442, и малко по-късно той прехвърля войските си в Италия и тръгва към Рим. Той се споразумява с папа Лъв I да не разрушава града и да не избива жителите му, след което вандалските войски влизат в Рим без съпротива. Петроний Максим е убит от тълпа римляни край града.
Гейзерик спазва споразумението с папата и вандалите не причиняват съществени разрушения в Рим, но заграбват значително количество ценности. Гейзерик отвежда със себе си вдовицата на Валентиниан Лициния Евдоксия и нейните дъщери, както и много знатни римляни, за които по-късно е искан откуп. Една от дъщерите на Валентиниан, Евдокия, става съпруга на Хунерик, наследника на Гейзерик.
През 468 Източната Римска империя прави опит да се противопостави на вандалите. Към Картаген е изпратен голям флот и стохилядна армия, командвана от Василиск. Въпреки голямото числено превъзходство на имперските сили, Гейзерик удържа победа и затвърждава хегемонията си в Западното Средиземноморие. След това той напада Пелопонес, но е отблъснат. През 474 е сключен мир с Източната Римска империя.
Крал Гейзерик умира в Картаген на 25 януари 477 и е наследен от сина си Хунерик.